# Nationalisme noir
Ne doit pas être confondu avec Suprémacisme noir.

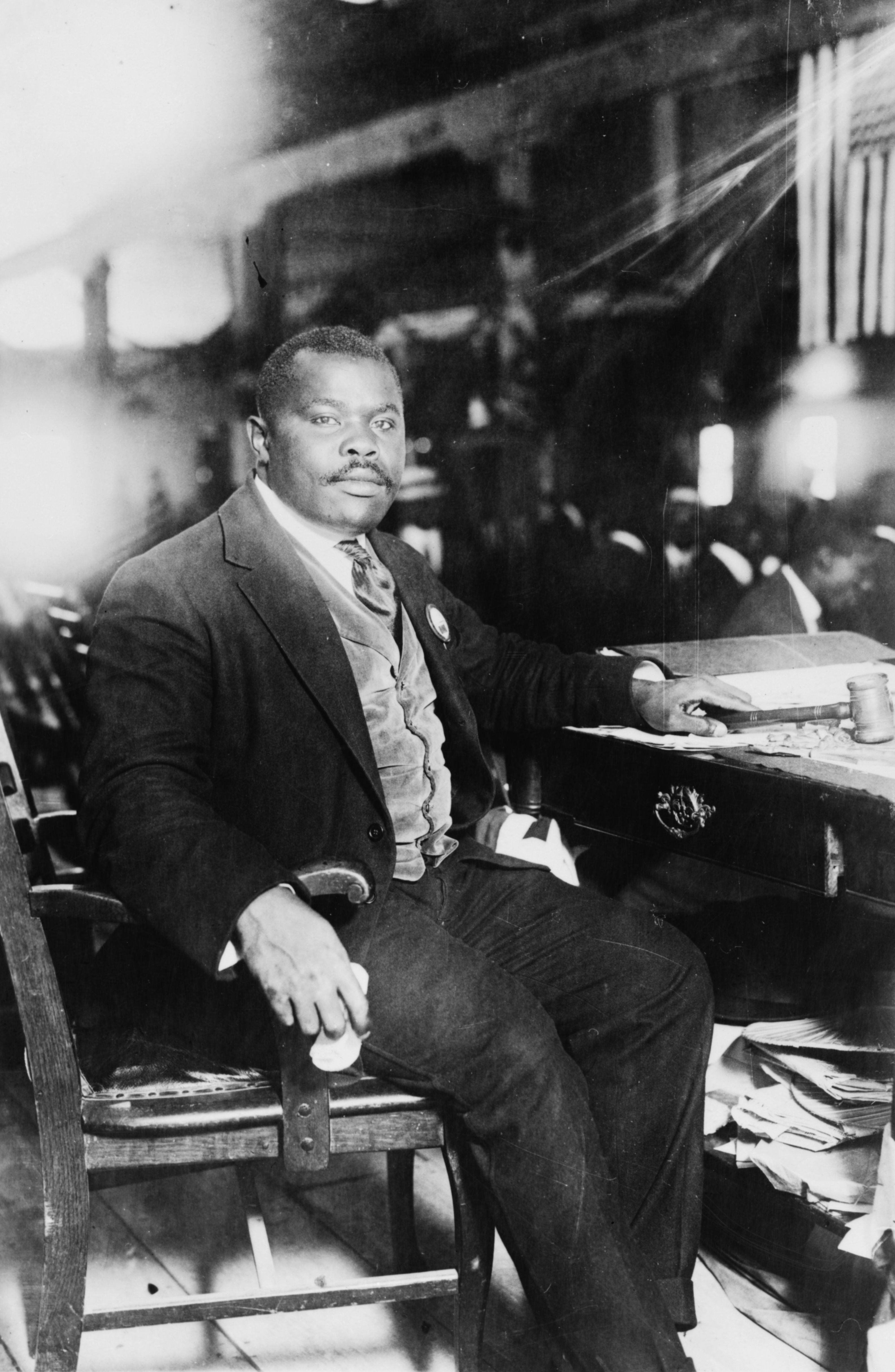
Marcus Garvey en 1924.

Le nationalisme noir, souvent désigné sous le terme anglais : Black nationalism, est un terme générique regroupant une série d'idéologies affirmant l'unité fondamentale des populations subsaharienne ou d'origine subsaharienne.
Le « nationalisme noir » ne doit pas être confondu avec des idéologies ou attitudes nationalistes spécifiques à certains groupes de population, qui affirment au contraire leur spécificité par rapport à l'ensemble des autres populations noires. Il a trouvé ses expressions dominantes en Afrique subsaharienne, dans les deux Amériques, et notamment aux États-Unis, où son histoire se confond avec celle de l'Universal Negro Improvement Association and African Communities League de Marcus Garvey et du Black Panther Party. Dans les années 1970, le Black feminism, qui mêlait revendications féministes et Black nationalism, a fait son apparition, bouleversant la scène du féminisme américain.
En Afrique du Sud, il regroupe des mouvements proches du Black Consciousness Movement, tel que l'AZAPO, un parti politique fondé en 1978.
Le nationalisme noir est né du sentiment d'un destin commun difficile, du fait de l'esclavage des Noirs et de la colonisation européenne. Il se distingue largement des formes classiques de nationalisme qui militent pour la création ou la défense d'un État-nation : le nationalisme noir, mouvement hétérogène, peut prôner par exemple le séparatisme (ainsi le Black Panther Party aux États-Unis) ou, au contraire, le panafricanisme, c'est-à-dire l'union des Africains et des Africaines dans un même ensemble politique, projet plus proche du panaméricanisme.

## Le panafricanisme
Le panafricanisme peut regrouper, d'une part, l'ensemble des africains, sans distinction de couleur de peau, autour d'un projet d'unification politique du continent africain. Un homme politique arabe comme Gamal Abdel Nasser est ainsi parfois présenté comme panafricaniste pour son rôle dans la création de l'Organisation de l'unité africaine, bien qu'il ne soit pas noir. Plus récemment, en tant que « principal partisan des États-Unis d'Afrique, le chef de l'État libyen, Mouammar Kadhafi, s'est efforcé en juin [2007] de rallier ses pairs à la cause de l'unité africaine », bien que lui non plus ne soit pas noir.
Le panafricanisme est donc une idéologie à la fois africaine et américaine. En Afrique, au-delà des tentatives de coordination entre États africains (OUA puis Union africaine), les courants politiques réclamant l'unification politique des populations noires sont peu influents, limités à quelques cercles intellectuels. On peut y lire la conséquence de la création des états africains à la fin de la colonisation, laquelle a encouragé des stratégies et des enjeux locaux plus que continentaux. On peut aussi y voir une conséquence de l'hétérogénéité des populations africaines, relevant culturellement de nombreux ensembles linguistiques et religieux, hétérogénéité n'encourageant pas la définition d'objectifs communs.

## Les nationalismes noirs américains
Les populations noires des deux Amériques ont été emmenées en esclavage sur le continent, entre le XVIe siècle et le XIXe siècle. Après l'abolition de l'esclavage entre la fin du XVIIIe siècle (Haïti) et 1888 (Brésil), les populations afro-américaines vont connaître des situations d'existence difficiles, liées à la ségrégation raciale (régime organisant des droits politiques restreints pour les populations noires) et à la pauvreté.
Du fait de cette situation difficile, des idéologies revendicatives ont commencé à apparaître dès le XIXe siècle, les unes demandant l'assimilation des Noirs aux populations blanches (égalité des droits, disparition des distinctions), les autres revendiquant au contraire le statut de nation spécifique.
Tout comme le panafricanisme, les nationalismes noirs américains regroupent de façon ambigüe des objectifs très divergents : retour en Afrique, établissement d'États séparés en Amérique, ou simplement auto-organisation économique culturelle et politique des communautés noires dans les États américains ou elles vivent.

### Le nationalisme noir aux États-Unis
Les États-Unis, tant du fait de l'importance de leur population noire que du fait de leur rayonnement économique et culturel, ont été un centre important de développement du nationalisme noir dans les Amériques. 
Le nationalisme y est généralement très fortement pénétré d'influences religieuses. À l'origine celles-ci étaient chrétiennes, mais la volonté de développer l'autonomie culturelle des Noirs a mené à la création de religions spécifiques par et pour les Noirs : Moorish Science Temple of America et Nation of Islam inspirées de l'Islam, Hébreux noirs inspirés du Judaïsme.
La première grande organisation nationaliste est créée par le Jamaïcain Marcus Garvey aux États-Unis en 1917. Il s'agit de l’« Association universelle pour l’amélioration de la condition nègre » (Universal Negro Improvement Association, UNIA, toujours en activité). La devise de cette association était « Un Dieu ! Un But ! Une Destinée ! » (One God! One aim! One destiny!). Installé à Harlem au lendemain de la Première Guerre mondiale, de 1918 à 1922, Marcus Garvey est mondialement connu, et prêche pour un retour des Noirs en Afrique, seule façon de conquérir l'indépendance.
Un autre courant apparait en 1930 avec la Nation de l'islam. Celle-ci ne prêche pas en faveur d'un retour en Afrique, mais pour un État séparé dans le Sud des États-Unis. Elle engendrera les actuelles organisations musulmanes américaines (qui ont généralement rompu avec le nationalisme), dont on peut penser que les membres, toutes tendances confondues, sont entre 1 et 2 millions en 2007.
Enfin, une troisième tendance ne réclame ni départ vers l'Afrique, ni État séparé en Amérique, mais plutôt une auto-organisation de la communauté noire, sa reconnaissance « comme une nation à l'intérieur d'une nation » (déclaration des Black Panthers).

### Le nationalisme noir américain hors des États-Unis
Les organisations nationalistes noires en dehors des États-Unis sont moins connues et semblent moins importantes, malgré l'origine jamaïcaine de Marcus Garvey. On peut cependant citer l'important mouvement Rastafari, parfois qualifié de sionisme noir par son insistance sur le retour en Afrique. Celui-ci est perçu comme une condition de l'indépendance politique, mais aussi comme une condition de la redécouverte des racines spirituelles et culturelles éradiquées par l'esclavage. L'historique de ce mouvement nationaliste noir est documenté dans le livre "Exodus !" (Scali 2008) de Giulia Bonacci, où la réalité du retour en Afrique des Rastas, bien que limitée à quelques centaines d'individus, est décrite en détail.

### La question du métissage
Peu important en Afrique, sauf dans certains pays comme l'Afrique du Sud, le métissage est très répandu en Amérique. Il est vécu de façon très différente selon les pays.
Aux États-Unis, à l'époque de la ségrégation raciale, la loi « one drop » (une goutte) définissait comme noir toute personne ayant « une goutte » de sang noir. La notion de métissage a donc un faible impact identitaire. Même des personnes n'ayant que 20 ou 25 % d'origine africaine étaient considérées et se considéraient comme noires.
Dans les autres pays américains, de culture ibérique, il existe une distinction ancienne entre Métis et Noirs, les premiers ayant bénéficié historiquement de conditions juridiques et pratiques souvent plus avantageuses. La distinction et parfois l'opposition entre Noirs et Métis est donc nettement plus forte en Amérique latine qu'aux États-Unis, et a freiné le développement du nationalisme noir dans les pays latino-américains. Les élites intellectuelles non blanches y sont en effet plus métisses que noires, et leur production idéologique n'a que rarement visé une assimilation aux populations noires, eu égard à la vision de celles-ci comme étant clairement séparées des Métis.